# Timbuktu (Musiker)

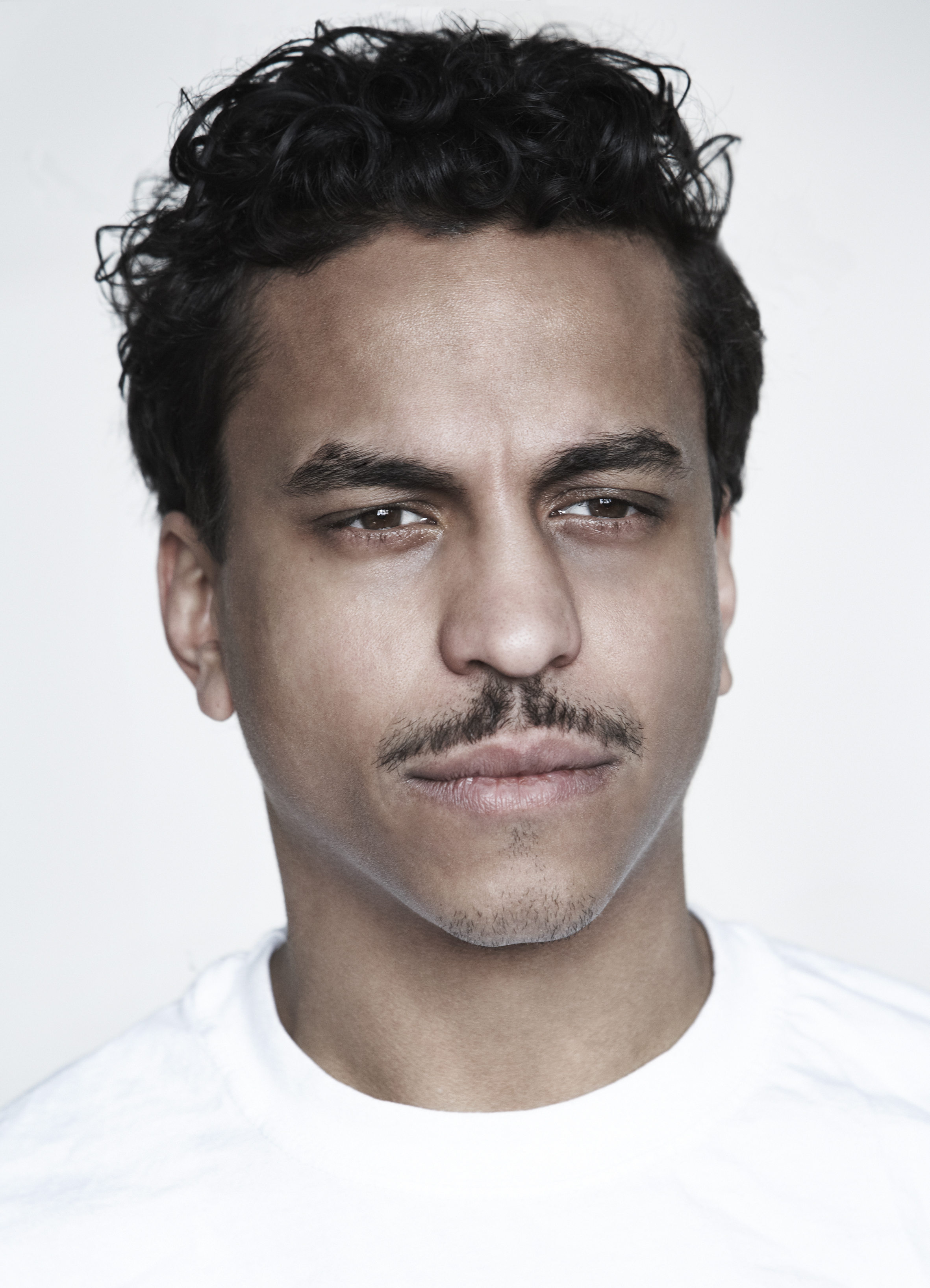
Timbuktu (2011)

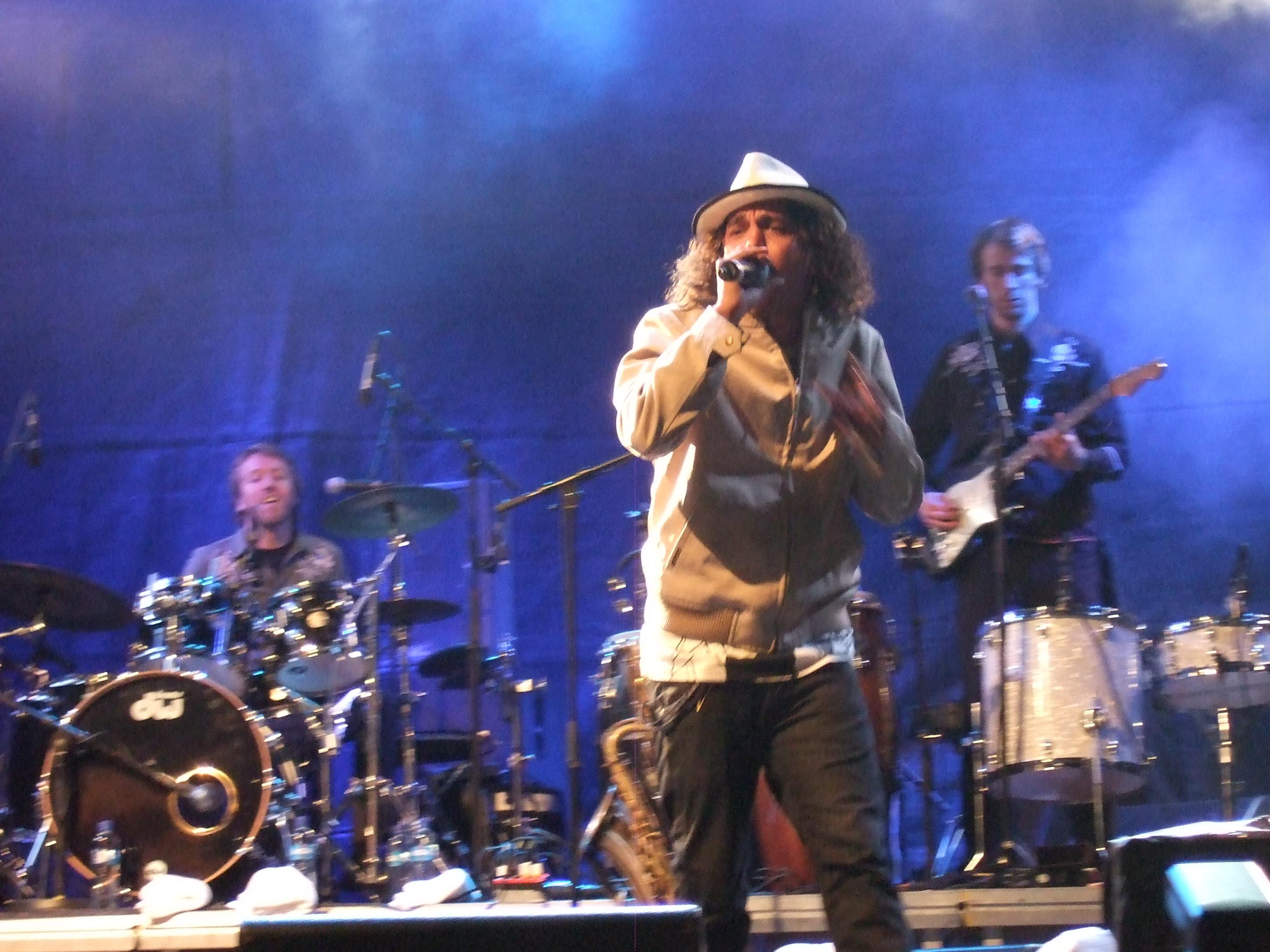
Timbuktu live während des Parkenfestivalen

Timbuktu (Aussprache [timbɐkˈtuː], bürgerlich Jason Michael Robinson Diakité; * 11. Januar 1975 in Lund) ist ein schwedischer Rapper und Reggaekünstler. Seine Musik enthält auch Folk- und Blues- sowie westafrikanische Elemente. Er stammt aus Schonen, der südlichsten Provinz Schwedens, und rappt auch auf Schonisch. Seine Texte handeln vor allem von politischen Themen.

## Karriere
Timbuktu begann in den 1990er Jahren mit dem Rappen und wurde dabei schnell zu einer Berühmtheit in der Malmöer Szene sowie in Stockholm und Kopenhagen. Mitte der 1990er Jahre gründete er die Gruppe „Excel“ zusammen mit einem dänischen Rapper. Im Jahr 2000 veröffentlichte er seine erste Platte namens T2: Kontrakultur, eine Zusammenarbeit mit Breakmecanix. Dieses Werk ist ein Doppelalbum mit einer Hälfte englisch- und der anderen Hälfte schwedischsprachiger Titel. Während der Aufnahmen zu T2: Kontrakultur ging er auf Konzerttour mit Petter und Thomas Rusiak. Timbuktu hat auch manchmal mit der schwedischen Hip-Hop-Vereinigung Looptroop zusammengearbeitet.
Seine Studioalben Sagolandet (2011) und Pusselbitar (2012) erhielten beide in Schweden eine goldene Schallplatte.

## Wohltätiges Engagement
2013 unterstützte Timbuktu im Rahmen eines norwegischen Wohltätigkeitsplans die Gründung eines Aufnahmestudios in Dakar, in dem benachteiligte junge Menschen aus den Slums dieser Stadt in einem professionellen Umfeld Erfahrungen in der Musikproduktion machen können.

## Diskografie

### Alben
| Jahr | Titel                                     | Höchstplatzierung, Gesamtwochen, AuszeichnungChartsChartplatzierungen (Jahr, Titel, Platzierungen, Wochen, Auszeichnungen, Anmerkungen) | Anmerkungen                            |
| Jahr | Titel                                     | SE | Anmerkungen                            |
| ---- | ----------------------------------------- | --- | -------------------------------------- |
| 2000 | T2: Kontrakultur                          | SE56 (1 Wo.)SE |                                        |
| 2002 | W.D.M.D. (Watt’s dö madderfakking diil?)  | SE8 (9 Wo.)SE |                                        |
| 2003 | The botten is nådd!                       | SE5 (23 Wo.)SE |                                        |
| 2004 | Live!                                     | SE56 (1 Wo.)SE | mit Damn!                              |
| 2005 | Alla vill till himmelen men ingen vill dö | SE3 Gold · (51 Wo.)SE |                                        |
| 2007 | Oberoendeframkallande                     | SE1 Gold · (29 Wo.)SE | Erstveröffentlichung: 24. August 2007  |
| 2008 | En High 5 & 1 Falafel                     | SE5 (7 Wo.)SE |                                        |
| 2011 | Sagolandet                                | SE2 Platin · (13 Wo.)SE |                                        |
| 2012 | Pusselbitar                               | SE5 Gold · (16 Wo.)SE | Erstveröffentlichung: 17. Februar 2012 |
| 2012 | Full ära                                  | SE22 (1 Wo.)SE | mit Damn!                              |
| 2014 | För livet till döden                      | SE4 (18 Wo.)SE |                                        |
| 2021 | Du gamla du nya                           | SE19 (1 Wo.)SE |                                        |

### Singles
| Jahr | Titel Album                                             | Höchstplatzierung, Gesamtwochen, AuszeichnungChartsChartplatzierungen (Jahr, Titel, Album, Platzierungen, Wochen, Auszeichnungen, Anmerkungen) | Anmerkungen            |
| Jahr | Titel Album                                             | SE | Anmerkungen            |
| ---- | ------------------------------------------------------- | --- | ---------------------- |
| 2002 | Gott folk W.D.M.D. (Watt’s dö madderfakking diil?)      | SE37 (7 Wo.)SE |                        |
| 2003 | Ett brev The botten is nådd!                            | SE52 (2 Wo.)SE |                        |
| 2003 | The botten is nådd The botten is nådd!                  | SE24 (18 Wo.)SE |                        |
| 2004 | Alla vill till himmelen men ingen vill dö               | SE6 (28 Wo.)SE |                        |
| 2005 | Det löser sej Alla vill till himmelen men ingen vill dö | SE31 (17 Wo.)SE | feat. Chords & Supreme |
| 2005 | Stirra ner Alla vill till himmelen men ingen vill dö    | SE52 (3 Wo.)SE |                        |
| 2007 | Karmakontot Oberoendeframkallande                       | SE15 (9 Wo.)SE |                        |
| 2007 | Lika barn avvika bäst del 2 Oberoendeframkallande       | SE51 (1 Wo.)SE |                        |
| 2011 | Resten av ditt liv Sagolandet                           | SE6 ×3Dreifachplatin · (40 Wo.)SE |                        |
| 2011 | Kom och håll om mig –                                   | SE38 (5 Wo.)SE |                        |
| 2011 | Flickan och kråkan –                                    | SE7 ×3Dreifachplatin · (35 Wo.)SE |                        |
| 2012 | Fallskärm –                                             | SE26 Platin · (19 Wo.)SE |                        |
| 2019 | Bourgeois Shangri-La –                                  | SE54 (4 Wo.)SE |                        |
| 2019 | Regn hos mig –                                          | SE65 (2 Wo.)SE |                        |
| 2021 | Hela världen väntar –                                   | SE66 (1 Wo.)SE | Junie & Timbuktu       |

### Gastbeiträge
| Jahr | Titel Album                    | Höchstplatzierung, Gesamtwochen, AuszeichnungChartsChartplatzierungen (Jahr, Titel, Album, Platzierungen, Wochen, Auszeichnungen, Anmerkungen) | Anmerkungen                             |
| Jahr | Titel Album                    | SE | Anmerkungen                             |
| ---- | ------------------------------ | --- | --------------------------------------- |
| 2000 | Rulla med oss –                | SE34 (6 Wo.)SE | Petter feat. Timbuktu, Peewee & Eye N’i |
| 2008 | Naïve –                        | SE58 (1 Wo.)SE | Looptroop Rockers feat. Timbuktu        |
| 2014 | Svarta duvor & vissna liljor – | SE14 ×2Doppelplatin · (13 Wo.)SE | Kartellen feat. Timbuktu                |